# Wigglesworthia glossinidia
Wigglesworthia glossinidia es una bacteria Gram-negativa de la familia Erwiniaceae que vive en el intestino de la mosca tse-tse. Wigglesworthia ha evolucionado simbióticamente con la mosca tse-tse durante millones de años, por lo que es un claro ejemplo de endosimbiosis bacteriana. A causa de esta relación, Wigglesworthia ha perdido una gran parte de su genoma por lo que presenta uno de los genomas más pequeños de todos los organismos vivos: un cromosoma de 700.000 pares de bases y un plásmido de 5.200. Junto a Buchnera aphidicola, Wigglesworthia ha sido objeto de la investigación genética para determinar el genoma mínimo necesario por un organismo vivo. Wigglesworthia también sintetiza vitaminas del complejo B que la mosca tse-tse no obtiene a partir de su dieta de sangre. Sin esas vitaminas que Wigglesworthia produce, la mosca no se podría reproducir. 
Puesto que la mosca tse-tse es el vector primario de transisión del parásito Trypanosoma brucei (que transmite la enfermedad del sueño), Wigglesworthia podría algún día ser usada para controlar la transmisión de esta enfermedad.
Esta bacteria fue descrita por primera vez por el entomólogo Sir Vincent Brian Wigglesworth en 1995.